# Benno Larsen
Hans Benno Larsen (ur. 30 września 1949 w Kolding) – duński piłkarz występujący na pozycji bramkarza.

## Kariera klubowa
Larsen karierę rozpoczynał w sezonie 1968 w drugoligowym zespole B1903. W debiutanckim sezonie awansował z nim do pierwszej ligi, a w kolejnych dwóch sezonach zdobywał mistrzostwo Danii. W 1971 roku odszedł do szwedzkiego drugoligowca, GAIS. Spędził tam sezon 1971, a potem wrócił do Danii, gdzie został graczem drugoligowego Holbæk B&I.
Pod koniec 1972 roku Larsen przeszedł do niemieckiego FC St. Pauli, grającego w Regionallidze. Po dwóch sezonach wrócił jednak do Holbæk B&I, występującego już w pierwszej lidze. W sezonie 1975 wywalczył z nim wicemistrzostwo Danii. W końcówce 1976 roku przeniósł się do niemieckiego zespołu FC Augsburg z 2. Bundesligi. W lidze tej zadebiutował 3 grudnia 1976 w wygranym 6:2 meczu z Eintrachtem Trewir. Zawodnikiem Augsburga był do końca sezonu 1977/1978.
W kolejnych latach Larsen grał jeszcze w Danii, w drugoligowym Akademisk BK, a także trzecioligowym już Holbæk B&I, gdzie w 1984 roku zakończył karierę.

## Kariera reprezentacyjna
W reprezentacji Danii Larsen zadebiutował 25 września 1974 w przegranym 1:2 meczu eliminacji Mistrzostw Europy 1976 z Hiszpanią. W latach 1974–1977 w drużynie narodowej rozegrał 16 spotkań.